# Augustin Souchy
Augustin Souchy (1892-1984) va ser un anarquista, anarcosindicalista, antimilitarista i periodista alemany.
El 1915, durant la Primera Guerra Mundial, va emigrar a Suècia per evitar el servei militar, essent-ne expulsat dos anys més tard pel govern suec com a resposta a la seva propaganda antimilitarista. A partir de llavors va viatjar pel món, tornant en certa ocasió a Alemanya, i vivint diverses vegades a Espanya, Amèrica del Sud i França. Va ser molt actiu dins del moviment anarquista en tots els llocs on va residir i va treballar amb anarquistes cèlebres com Rudolf Rocker i Piotr Kropotkin.

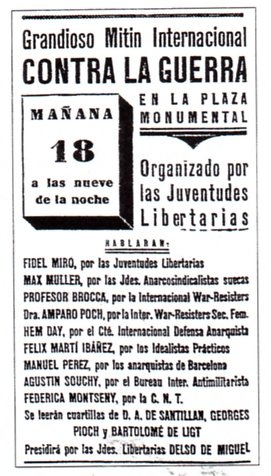

Va participar dins la Confederació Nacional del Treball en la Revolució social espanyola durant la Guerra Civil, tot considerant les col·lectivitzacions com «l'obra constructiva de la revolució». El seu treball The Tragic Week in May és un dels pocs relats de primera mà que existeixen sobre les Jornades de maig de 1937. Després de la guerra, va ser detingut a França, però va aconseguir escapar a Mèxic. Souchy va passar la resta de la seva vida col·laborant en diverses organitzacions sindicals i anarquistes i continuant fent periodisme.

## Obra publicada
- Lateinamerika. Zwischen Generälen, Campesinos und Revolutionären. 20 Jahre Erfahrungen und Lehren. Edition Mega, Frankfurt am Main 1974. ISBN 3-87979-003-5.
- Schreckensherrschaft in Amerika. Unter hauptsächlicher Benutzung von John Anderssons „Wallstreets blodiga välde“. Verlag Der Syndikalist 1927, Reprint Impuls-Verlag, Bremen 1978.
- Sacco und Vanzetti. Zum 50. Todestag. Verlag Der Syndikalist 1927, Reprint Freie Gesellschaft, Frankfurt 1977.
- Nacht über Spanien. Anarcho-Syndikalisten in Revolution und Bürgerkrieg 1936–39. Ein Tatsachenbericht. 1955. Neuauflage Alibri Verlag, Aschaffenburg 2007. ISBN 978-3-86569-900-8.
  - ähnlich: dsb.: Anarcho-Syndikalisten über Bürgerkrieg und Revolution in Spanien. Ein Bericht. Reihe: MÄRZ-Archiv 7, März, Darmstadt 1969 (früher udT: Nacht über Spanien. im Verlag Die freie Gesellschaft).
  - Kurzfassung daraus: Bürgerkrieg und Revolution in Spanien in: MÄRZ-Texte 1, März-Verlag, wieder in: März-Texte 1 & Trivialmythen Area, Erftstadt 2004 ISBN 3-89996-029-7 (S. 279–284).
- Bei den Landarbeitern von Aragon, Edition AV, Lich 2012.
- (amb Erich Gerlach): Die soziale Revolution in Spanien. Kollektivierung der Industrie und Landwirtschaft in Spanien 1936–1939. Dokumente und Selbstdarstellungen der Arbeiter und Bauern. Karin Kramer Verlag, Berlin 1974.
- Zwischen Generälen, Campesinos und Revolutionären. Trotzdem-Verlag, Grafenau 1974.
- Vorsicht: Anarchist! Ein Leben für die Freiheit. Politische Erinnerungen. (Luchterhand Verlag, Darmstadt 1977.) Trotzdem-Verlag, Grafenau, ISBN 3-922209-50-5.
- Reise nach Russland 1920. Mit einem aktuellen Vorwort „59 Jahre danach“ und einem Gespräch. hrsg. von A. W. Mytze. (1979, Reprint der Ausgabe von 1920).
- Reisen durch die Kibbuzim. Trotzdem-Verlag, Grafenau 1984. ISBN 3-922209-52-1.
- Erich Mühsam. Sein Leben, sein Werk, sein Martyrium. Trotzdem Verlag, Grafenau 1984. ISBN 3-922209-53-X.
- Mexiko – Land der Revolutionen. Mitteilungen 1942–1976. OPPO-Verlag. Berlin 2008. ISBN 978-3-926880-19-2.
- Anarchistischer Sozialismus., Unrast Verlag. Münster 2010. Hrsg.: Hans Jürgen Degen. ISBN 978-3-89771-919-4.
- Entre los campesinos de Aragón. El comunismo libertario en las comarcas liberadas. Descontrol. 978-84-17190-02-6.